# M100
М100 (също позната като NGC 4321)) е спирална галактика в съзвездието Косите на Вероника.
Открита е от Пиер Мешен през 1781 г. В Нов общ каталог се води под номер NGC 4321.
Намира се на 52,5 милиона светлинни години от Земята и е широка 96 хиляди светлинни години.

## Галерия
- Image from the FORS instrument on the Very Large Telescope
- Core of Messier 100 taken with the high-resolution channel of Hubble Space Telescope's Advanced Camera for Surveys.
- Infrared light with the HAWK-I camera on ESO's Very Large Telescope.
- Central region imaged by the Hubble Space Telescope
- SN 2006X in Messier 100. Images by VIMOS (left) and FORS 1 (right).
- 24-inch telescope on Mt. Lemmon, AZ.
- Hubble Space Telescope image processed by Judy Schmidt